# Kees Smit (1940)
Kees Smit (Ámsterdam, Países Bajos, 25 de febrero de 1940-Erie, Pensilvania, 15 de abril de 2025) fue un futbolista neerlandés que jugó en la posición de defensa.

## Carrera

### Club
| Periodo   | Club                | Apariciones | Goles |
| --------- | ------------------- | ----------- | ----- |
| 1957-1958 | HFC EDO             | 22          | 3     |
| 1958-1964 | AFC Ajax            | 63          | 0     |
| 1964-1967 | FC Zaanstreek       | 51          | 1     |
| 1967      | Pittsburgh Phantoms | 7           | 1     |

### Selección nacional
Jugó para la selección nacional sub-18 en cuatro ocasiones en 1958 y anotó dos goles.

## Palmarés
- Eredivisie (1): 1959/60
- Copa de los Países Bajos (1): 1960/61
- Copa Intertoto (1): 1961/62